# Slåttertjärnen (Lycksele socken, Lappland)
Slåttertjärnen är en sjö i Lycksele kommun i Lappland och ingår i Umeälvens huvudavrinningsområde. Sjön ligger i Slåttertjärns naturreservat.